# Deanna Nolan
Deanna Nolan, née le 25 juin 1979 à Flint (Michigan), est une joueuse professionnelle américaine de basket-ball naturalisée russe en 2007.

## Biographie

### Débuts
Nolan évolue au Flint Northern High School où elle mène l'équipe à deux titres de champion de l'État du Michigan en 1994 et 1995. Elle obtient aussi, sur le plan individuel, le titre de Miss Basketball Michigan 1995. Nolan sort par la suite diplômé en 2001 en éducation familiale de l'Université de Géorgie. Durant sa carrière universitaire chez les Lady Bulldogs, elle présente un bilan de 86 victoires pour 12 défaites. Elle dispute le Final Four du Championnat de la National Collegiate Athletic Association (NCAA) en 1999. L'année suivante, les Bulldogs de la Géorgie remportent la phase régulière du championnat de la Southeastern Conference (SEC). Lors de sa dernière année, elle remporte le tournoi de la SEC. Cependant, cette dernière saison est interrompue sur une fracture d'un doigt lors du tournoi de la conférence. Elle est récompensée de plusieurs titres individuels : en 2000, elle est nommée dans le premier cinq de la Southeastern Conference par un vote des entraîneurs dans le second cinq par Associated Press. L'année suivante, elle est élue dans le cinq du tournoi de la conférence.

### Carrière WNBA
Lors de la draft 2001, Nolan est sélectionnée en sixième position par le Shock de Détroit. Dès sa première saison, elle présente des statistiques de 7,1 points, 2 rebonds, 1,1 passe et 0,6 interception en 20 minutes 2. L'année suivante, elle intègre le cinq de départ de sa franchise. Elle dispute pour la première fois une série de play-offs lors de sa troisième année dans la ligue. Détroit, qui a reçu le renfort de Swin Cash depuis la saison précédente et de Ruth Riley, en provenance de Miami et Cheryl Ford, débutante dans la ligue, termine au premier rang de la conférence est. Détroit élimine les Rockers de Cleveland par deux victoires à une en demi-finale de conférence puis Sun du Connecticut en deux manches. Opposées aux Sparks de Los Angeles, Détroit s'impose deux victoires à une. Lors de la manche décisive, remportée sur le score de 83 à 78, Deanna Nolan inscrit 17 points. Sa coéquipière Cash ajoute 13 points, 12 rebonds et 9 passes et Cheryl Ford 10 points et 12 rebonds. Ruth Riley, qui inscrit 27 points lors de cette dernière manche, est nommée meilleure joueuse (MVP) de la finale. Deanna Nolan est récompensée à titre individuel par une nomination dans le second cinq de la ligue (All-WNBA Second Team). Elle dispute pour la première fois de sa carrière un WNBA All-Star Game.
La saison suivante, Détroit se fait éliminer lors du premier des play-offs par le Liberty de New York sur le score de deux à un. Nolan termine dans le Top 10 au niveau des interceptions, cinquième avec 1,9. Elle ajoute également 13,6 points, deuxième marqueuse de son équipe, 3,3 passes et 3,9 rebonds. Elle est de nouveau sélectionnée pour The Game at Radio City, la rencontre qui remplace cette année-là le All-Star Game.
Lors de la saison suivante, Nolan devient la meilleure marqueuse de son équipe avec une moyenne de 15,9 points, cinquième rang de la ligue, en 36 minutes 8. Elle réussit le quatrième triple-double de l'histoire de la WNBA avec 11 points, 11 rebonds et 10 passes contre le Sun du Connecticut,. Elle figure pour la seconde année consécutive dans le Top 10 du classement des interceptions avec une huitième place pour une moyenne de 1,7. Elle obtient une nomination pour la All-WNBA First Team, premier cinq de la ligue, et une nomination dans la WNBA All-Defensive Second Team, second cinq défensif. Détroit, quatrième bilan de la conférence est, se fait éliminer au premier tout des play-offs par le Connecticut Sun.
Peu avant le début de la saison WNBA 2006, elle figure parmi les trente joueuses retenues pour déterminer les Meilleures joueuses des 10 ans de la WNBA, sélection faite pour célébrer le dixième anniversaire de la WNBA. Lors de la saison régulière, Détroit termine au second rang de la conférence est avec un bilan de 23 victoires, 11 défaites. En play-offs, Détroit élimine les Mystics de Washington puis le Sun. En finale, Détroit affronte les Monarchs. Détroit, qui possède un meilleur bilan, a l'avantage du terrain et dispute les deux premières rencontres à domicile. Les Monarchs s'imposent 95 à 71 puis Détroit égalise en s'imposant 73 à 63. Sacramento se donne l'occasion de remporter la série lors de la quatrième rencontre en s'imposant 89 à 69 lors de la première rencontre à Sacramento mais s'incline ensuite 72 à 52. Détroit s'impose 80 à 75 sur son parquet lors de la manche décisive pour remporter le deuxième titre de son histoire. Nolan présente des statistiques de 14 points, 7 rebonds, 5 passes, 2 interceptions lors du premier match, 21 points, 3 rebonds, 4 passes, 1 interception lors du second, 22 points, 5 rebonds, 1 interception lors du troisième, 8 points, 2 rebonds, 1 passe, 2 interceptions lors du quatrième et 24 points, 4 rebonds, 4 passes, 2 interceptions lors de la manche décisive. Elle est élue MVP de la finale. Pour la seconde année consécutive, elle figure dans le second cinq défensif de la ligue. Avec 124 passes, elle figure au septième rang de la ligue au nombre de passes délivrées ce qui la place au dixième à la moyenne de passe avec 3,6. Elle est également treizième avec 13,8 points par rencontre et quinzième du classement des interceptions avec 1,38.
Le champion en titre termine la saison régulière de la saison suivante avec le meilleur bilan de la ligue, 24 victoires pour 10 défaites. Détroit profite de l'avantage du terrain pour remporter ses deux premiers tours lors de la manche décisive, face au New York Liberty puis face au Fever de l'Indiana avec en particulier une performance de 30 points de Nolan face à Indiana, ce qui constitue un record de point en play-offs pour la franchise. Lors de la finale les opposant au Mercury de Phoenix, le Shock prend par deux fois l'avantage, lors des matchs 1 et 3, mais Phoenix parvient à chaque fois à égaliser. Le Mercury remporte la manche décisive par 108 à 92 sur le parquet de Détroit, cette dernière franchise devenant la première à perdre une rencontre décisive dans sa salle depuis les débuts de la WNBA. Lors de cette série, Nolan inscrit respectivement 11, 12, 20 - rencontre où elle établit son premier double-double en play-offs avec également 11 rebonds - 17 et 27 points. Auparavant, lors de la saison régulière, Nolan termine douzième marqueuse avec 16,3 points, onzième passeuse avec 3,9. Elle obtient sa seconde nomination dans la All-WNBA First Team et sa première dans la WNBA All-Defensive First Team.

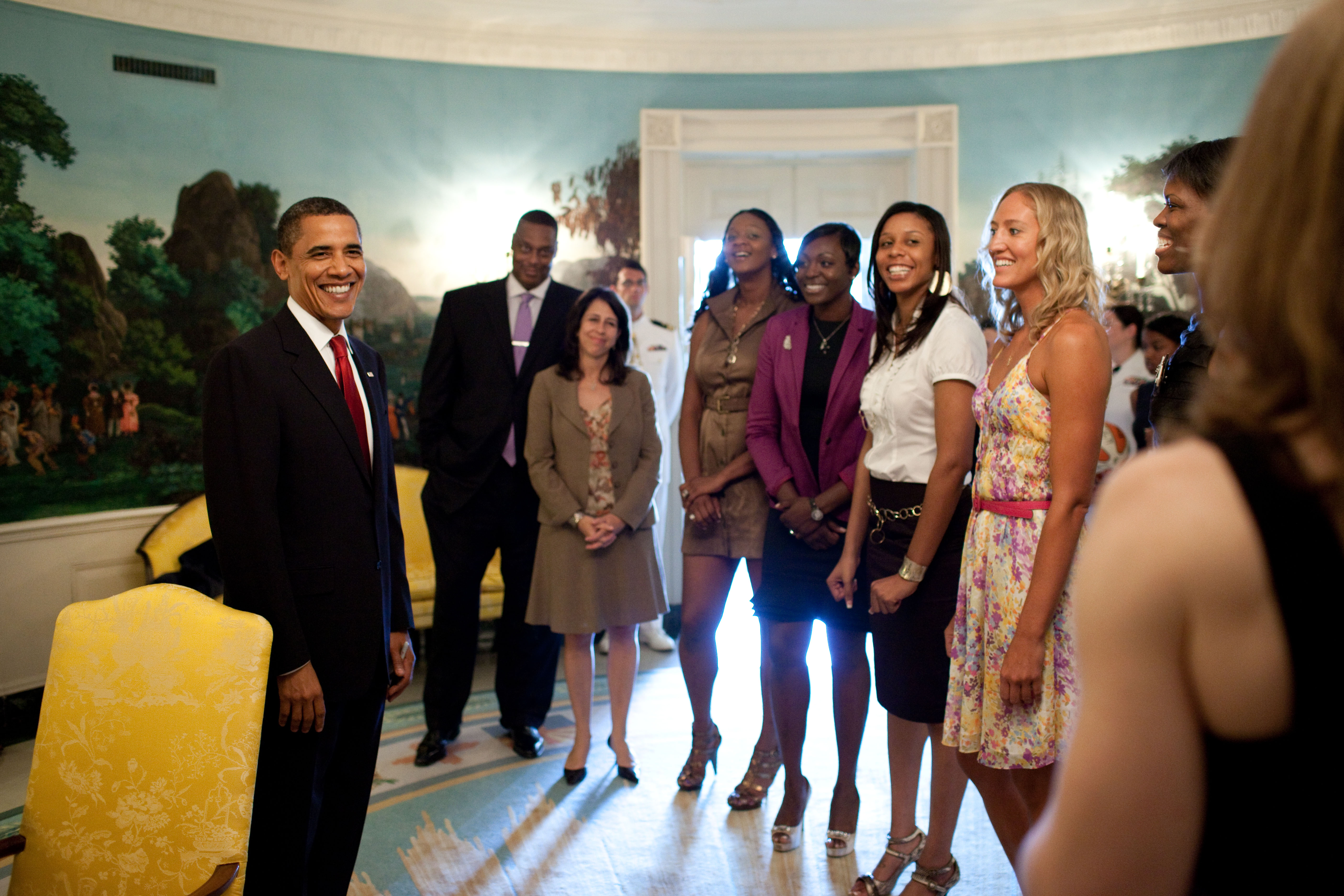
L'équipe de Detroit est présentée au président Barack Obama.

Nolan, qui termine sa troisième année consécutive en disputant les 34 rencontres de la saison régulière, est la deuxième joueuse la plus utilisée de la ligue en nombre de minutes disputées, la cinquième à la moyenne par rencontre. Ses 4,4 passes par rencontre la place au septième rang. Ses autres statistiques sont de 15,8 points, 3,9 rebonds et 1,2 interception. Elle est la première joueuse de la franchise à franchir la barrière des 3 000 points en saison régulière. Elle établit son record en carrière, qui est aussi le record de la franchise, en inscrivant 44 points, dont 20 lors du dernier quart temps et 8 durant la prolongation, lors d'une victoire 98 à 93 après prolongation face au Lynx du Minnesota. Elle obtient sa seconde nomination dans la All-WNBA Second Team et sa troisième dans la WNBA All-Defensive Second Team. Détroit, qui termine avec le meilleur bilan de la ligue avec 22 victoires, 12 défaites, atteint pour la troisième année consécutive les finales WNBA. Pour arriver à ce niveau, Détroit élimine Indiana Fever en trois manches puis New York Liberty, toujours à l'aide d'une manche décisive. Opposées aux joueuses de Silver Stars de San Antonio, Détroit remporte les trois rencontres de la finale par 77 à 69, 69 à 61 et 76 à 60. Durant ces play-offs, Nolan présente des statistiques de 17,6 points, 4,6 rebonds, 2,9 passes et 2,1 interceptions.
Elle obtient ses troisième et quatrième nominations dans la All-WNBA Second Team et WNBA All-Defensive Second Team à l'issue de la saison WNBA 2009. Elle présente des statistiques de 16,9 points - septième de la ligue - 4,3 rebonds, 3,5 passes et 1,3 interception en 33 minutes 7. Détroit élimine Dream d'Atlanta au premier tour des play-offs puis Indiana Fever profite de l'avantage du terrain pour remporter la finale de conférence sur le score de 72 à 67. Lors de ce match, Nolan inscrit 16 points, capte deux rebonds, délivre 4 passes et réalise une interception. Au cours de la saison, elle est élue trois fois de rang meilleure joueuse de la semaine, marque qui ne sera surpassée qu'en 2014 par Maya Moore.
En septembre 2009, elle signe, tout comme ses coéquipières Katie Smith et Plenette Pierson une extension de son contrat avec le Shock. Quelques semaines plus tard, la franchise annonce son déménagement à Tulsa. Cependant le Shock ne peut compter sur plusieurs de ses joueuses majeures lors la saison 2010 : Katie Smith et Deanna Nolan déclarent ne pas vouloir joueur à Tulsa et Nolan décide de ne pas jouer cette saison WNBA afin de se reposer après plusieurs longues saisons - cumul des saisons européennes et WNBA. Jusqu'en 2014, elle détient le record de points cumulés en finales WNBA avec 256 points avant d'être surpassée par Diana Taurasi.
Naturalisée russe, elle joue pour l'équipe de Russie en 2008, mais c'est une autre binationale Becky Hammon qui est retenue pour les Jeux olympiques.
Elle est impliquée dans un transfert en mars 2013 qui l'envoie au Liberty de New York.

### Carrière internationale
Comme de nombreuses joueuses américaines, Deanna Nolan profite de l'intersaison WNBA pour évoluer en Europe. Elle joue ainsi en Italie durant la saison 2002-2003, avec le club de Reyer Venezia. La saison suivante, elle évolue à Saragosse en Espagne. Elle passe sa troisième saison européenne en Pologne, avec le Lotos Gdynia qui évolue également en Euroligue, compétition où elle inscrit 14,2 points, capte 4,3 rebonds, délivre 3,4 passes, et réalise 2,1 interceptions. L'équipe polonaise termine sa compétition en quart de finale face à Brno à l'issue de la manche décisive, 66 à 63, 72 à 87 et enfin 62 à 52.
Lors de l'intersaison WNBA 2005-2006, elle joue pour l'équipe de Ramat Ha-Sharon en Israël qui dispute l'Eurocoupe. Nolan termine la compétition en étant la meilleure marqueuse, passeuse et interceptrice de son équipe avec des moyennes respective de 18,3 3,6 et 2,9. La compétition s'achève en quart de finale, face au Spartak région de Moscou.
C'est ce dernier club qui met un terme à la saison européenne de Deenna Nolan lors de l'année suivante où elle évolue sous le maillot du Gambrinus Brno. Elle est de nouveau la meilleure marqueuse et interceptrice de son équipe, 15,1 points et 2,1 passes, statistiques auxquelles elle ajoute 4,4 rebonds et 2,5 passes. Elle est récompensée à titre individuel d'une participation au All-Star Game de la compétition. Elle évolue avec l'équipe du « Reste du monde » qui s'impose 93 à 80.
Lors de la saison suivante, elle rejoint le championnat russe pour évoluer avec le club d'UMMC Iekaterinbourg. Lors de sa première saison d'Euroligue dans son nouveau club, elle présente des statistiques de 9,4 points, 3,2 rebonds, 2 passes et 1 interception en 23 minutes 1. Le club échoue en demi-finale de la compétition, lors du Final Four, face au club russe du Spartak région de Moscou, sur le score de 78 à 68 avant de terminer à la troisième place en battant le club français Bourges. Elle continue sa collaboration avec le club russe, ce qui se traduit par une nouvelle demi-finale d'Euroligue. Comme l'année précédente, c'est le Spartak qui met un terme à la saison européenne de Nolan. Celle-ci, utilisée durant 25 minutes en moyenne, inscrit 7,7 points, capte 2,8 rebonds, donné 2,3 passes et réalise 1,2 interception. Sa saison est couronnée d'un titre de championne de Russie. Les statistiques de Nolan lors de l'euroligue 2009-2010 sont sensiblement identique, 7,7 points, 2,8 rebonds, 2,3 passes et 1,7 interception en 29 minutes. Pour la troisième année consécutive, la demi-finale du Final Four oppose les deux clubs russes du Spartak et d'Ekaterinburg et comme les deux éditions précédentes, c'est le Spartak qui s'impose, sur le score de 87 à 79. Comme la saison précédente, Ekaterinburg prend sa revanche en remportant le championnat de Russie.
Elle remporte en 2013 l'Euroligue avec UMMC Iekaterinbourg, inscrivant 8 points et 2 rebonds en finale. En 2014, elle remporte son cinquième championnat russe consécutif. Elle remporte l'Euroligue 2016 avec UMMC Iekaterinbourg, qui dispose 72 à 69 d'Orenburg.

## Palmarès
En universitaire, elle remporte deux championnats de la Southeastern Conference (SEC), en 2000 et 2001 et remporte le tournoi de cette même conférence en 2001.
Avec la franchise de Shock de Détroit, elle remporte trois titres de WNBA en 2003, 2006 (MVP des finales) et 2008 et participe à une quatrième finale en 2007.
Durant sa carrière européenne, elle remporte le Championnat de Pologne 2005, le championnat de République tchèque 2007, malgré la première défaite de Brno depuis le mois de février 1998 en championnat domestique. Durant son passage à Brno, elle remporte également la coupe de République tchèque.
Avec le club russe de UMMC Iekaterinbourg, elle remporte deux championnats de Russie et dispute trois demi-finales d'Euroligue consécutives et la Coupe de Russie 2013 et :le titre de champion en 2013.
Membre de la séélection des meilleures joueuses des 20 ans de la WNBA

### Distinctions personnelles
Elle participe au WNBA All-Star Game lors des éditions de 2003, The Game at Radio City en 2004, 2005, 2006, 2007.
- Meilleur cinq défensif de la WNBA 2007
- Second cinq défensif de la WNBA 2005, 2006, 2008, 2009
- Meilleur cinq de la WNBA (2005, 2007)
- Second meilleur cinq de la WNBA (2003, 2008, 2009)